# Sequeade
Sequeade ist ein Ort und eine ehemalige Gemeinde (Freguesia) im nordportugiesischen Kreis Barcelos.

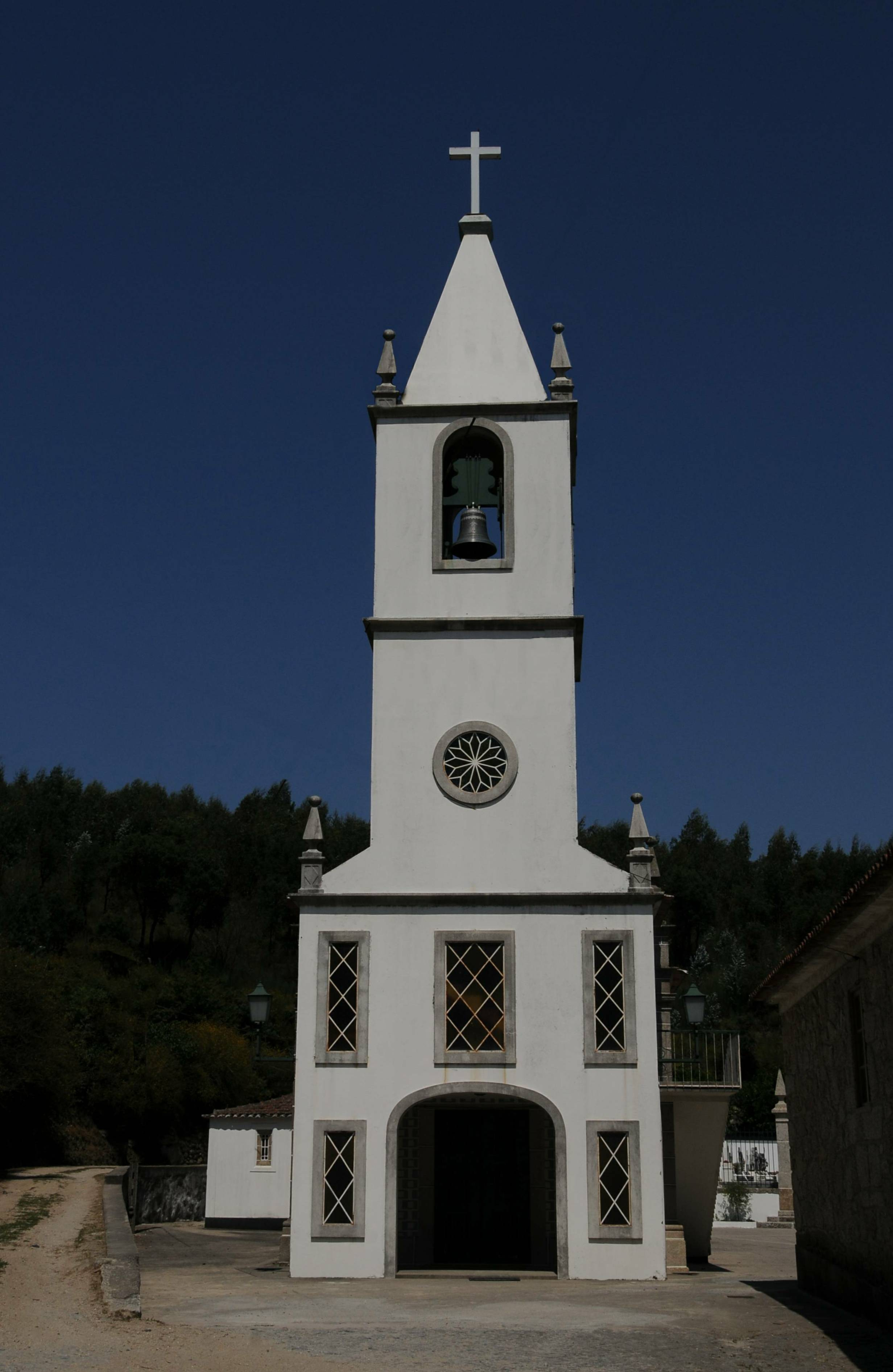
Kirche von Sequeade

 Die Gemeinde hatte 795 Einwohner (Stand 30. Juni 2011).
Im Zuge der Gebietsreform am 29. September 2013 wurden die Gemeinden Sequeade, Bastuço (Santo Estêvão) und Bastuço (São João) zur neuen Gemeinde União das Freguesias de Sequeade e Bastuço (São João e Santo Estêvão) zusammengefasst. Sequeade ist Sitz dieser neu gebildeten Gemeinde.